# Katie Price

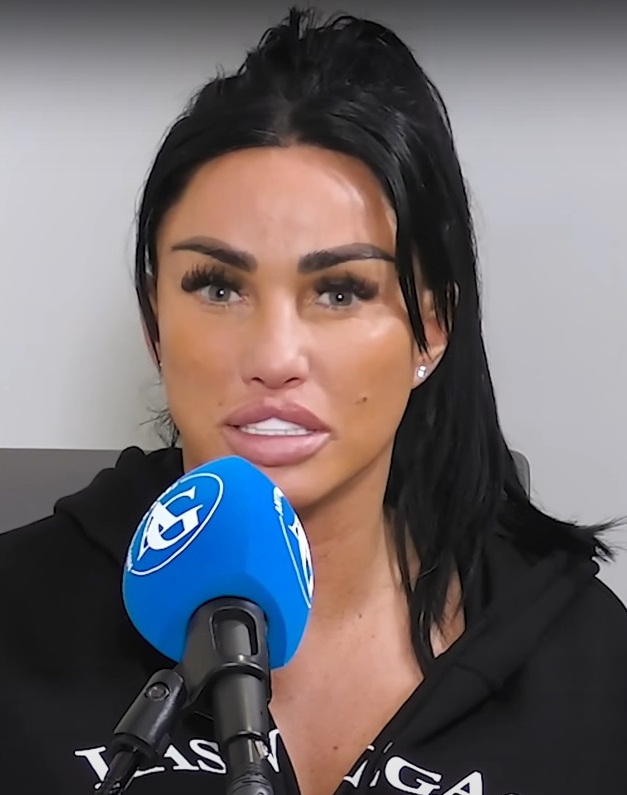
Jordan in 2024

Katie Price (Brighton, 22 mei 1978), geboren als Katrina Amy Alexandria Alexis Infield, is een Brits fotomodel of naaktmodel, beter bekend onder haar modellennaam Jordan. Zij is met name bekend vanwege enkele opeenvolgende borstvergrotingen, en wordt mede daardoor ook wel 'de Britse Pamela Anderson' genoemd.
Price staat bekend om haar turbulente privéleven. Ze was ruim drie jaar (2005-2009) getrouwd met zanger Peter Andre. Zij kregen samen een zoon en een dochter. Price had uit een eerdere relatie met voetballer Dwight Yorke al een zoon. In 2010 was ze kortstondig getrouwd met Alex Reid; dit huwelijk werd in 2012 officieel ontbonden. Price verloofde zich in 2012 met het Argentijnse model Leandro Penna. Ze trouwden nooit en gingen een half jaar later uit elkaar. 
In 2013 trouwde ze na een korte affaire van amper twee maanden met de stripper Kieran Hayler. Price kreeg ook met hem een zoon en een dochter, haar vierde en vijfde kind. Op 26 augustus 2017 maakte ze bekend te gaan scheiden, nadat haar man Kieran Hayler haar herhaaldelijk had bedrogen met buitenechtelijke relaties.